# Belgium az 1924. évi téli olimpiai játékokon
Belgium a franciaországi Chamonix-ban megrendezett 1924. évi téli olimpiai játékok egyik részt vevő nemzete volt. Az országot az olimpián 4 sportágban 18 sportoló képviselte, akik összesen 1 érmet szereztek.

## Érmesek
| Érem  | Versenyző                                                                         | Sportág | Versenyszám |
| ----- | --------------------------------------------------------------------------------- | ------- | ----------- |
| Bronz | Charles Mulder René Mortiaux Paul Van den Broeck Victor Verschueren Henri Willems | Bob     | Férfi ötös  |

## Bob
| Versenyző                                                                         | 1. futam | 1. futam | 2. futam | 2. futam | 3. futam | 3. futam | 4. futam | 4. futam | Összesítés | Összesítés |
| Versenyző                                                                         | Idő      | Hely.    | Idő      | Hely.    | Idő      | Hely.    | Idő      | Hely.    | Idő        | Helyezés   |
| --------------------------------------------------------------------------------- | -------- | -------- | -------- | -------- | -------- | -------- | -------- | -------- | ---------- | ---------- |
| Charles Mulder René Mortiaux Paul Van den Broeck Victor Verschueren Henri Willems | 1:29,89  | 3.       | 1:34,22  | 3.       | 1:29,98  | 3.       | 1:28,20  | 3.       | 6:02,29    |            |

## Gyorskorcsolya
| Versenyző              | Versenyszám | Eredmény | Helyezés |
| ---------------------- | ----------- | -------- | -------- |
| Louis De Ridder        | 500 m       | 52,8     | 19.      |
| Louis De Ridder        | 1500 m      | 3:01,8   | 19.      |
| Marcel Moens           | 500 m       | 1:02,2   | 26.      |
| Marcel Moens           | 1500 m      | 3:16,8   | 21.      |
| Marcel Moens           | 5000 m      | 11:30,4  | 21.      |
| Philippe Van Volckxsom | 500 m       | 56,4     | 23.*     |
| Philippe Van Volckxsom | 1500 m      | 3:14,6   | 20.      |
| Gaston van Hazebroeck  | 500 m       | 55,8     | 22.      |
| Gaston van Hazebroeck  | 1500 m      | 2:54,8   | 17.      |
| Gaston van Hazebroeck  | 5000 m      | 10:13,8  | 17.      |

| Versenyző              | Versenyszám | 500 m  | 500 m | 5000 m  | 5000 m | 1500 m | 1500 m | 10 000 m | 10 000 m | Összesítés | Összesítés     | Összesítés |
| Versenyző              | Versenyszám | Idő    | Hely  | Idő     | Hely   | Idő    | Hely   | Idő      | Hely     | Pontszám   | Idők pontszáma | Helyezés   |
| ---------------------- | ----------- | ------ | ----- | ------- | ------ | ------ | ------ | -------- | -------- | ---------- | -------------- | ---------- |
| Louis De Ridder        | Összetett   | 52,8   | 14.   | –       | –      | 3:01,8 | 14.    | –        | –        | kiesett    | kiesett        | kiesett    |
| Marcel Moens           | Összetett   | 1:02,2 | 21.   | 11:30,4 | 16.    | 3:16,8 | 16.    | –        | –        | kiesett    | kiesett        | kiesett    |
| Philippe Van Volckxsom | Összetett   | 56,4   | 18.*  | –       | –      | 3:14,6 | 15.    | –        | –        | kiesett    | kiesett        | kiesett    |
| Gaston van Hazebroeck  | Összetett   | 55,8   | 17.   | 10:13,8 | 12.    | 2:54,8 | 12.    | –        | –        | kiesett    | kiesett        | kiesett    |

* - egy másik versenyzővel azonos eredményt ért el

## Jégkorong
| Belga férfi jégkorongcsapat-játékoskeret                                                  | Belga férfi jégkorongcsapat-játékoskeret                                                                            |
| ----------------------------------------------------------------------------------------- | --- |
| - Louis De Ridder - François Franck - Henri Louette - André Poplimont - Ferdinand Rudolph | - Paul Van den Broeck - Charles Van den Driessche - Philippe Van Volckxsom - Gaston Van Volxem - Victor Verschueren |

### Eredmények
Csoportkör
B csoport
| Csapat           | M | Gy | D | V | G+ | G– | Gk  | P |
| ---------------- | - | -- | - | - | -- | -- | --- | - |
| Egyesült Államok | 3 | 3  | 0 | 0 | 52 | 0  | +52 | 6 |
| Nagy-Britannia   | 3 | 2  | 0 | 1 | 34 | 16 | +18 | 4 |
| Franciaország    | 3 | 1  | 0 | 2 | 9  | 42 | –33 | 2 |
| Belgium          | 3 | 0  | 0 | 3 | 7  | 44 | –37 | 0 |

| 1924. január 28. | Egyesült Államok (USA) | 19 – 0 (9–0, 6–0, 4–0) | Belgium | Chamonix |

|  |  |  |  |  |
|  |  |  |  |  |
|  |  |  |  |  |
|  |  |  |  |  |

| 1924. január 30. | Nagy-Britannia (GBR) | 19 – 3 (8–1, 6–1, 5–1) | Belgium | Chamonix |

|  |  |  |  |  |
|  |  |  |  |  |
|  |  |  |  |  |
|  |  |  |  |  |

| 1924. január 31. | Franciaország (FRA) | 7 – 5 (3–3, 3–1, 1–1) | Belgium | Chamonix |

|  |  |  |  |  |
|  |  |  |  |  |
|  |  |  |  |  |
|  |  |  |  |  |

| Csapat  | Helyezés |
| ------- | -------- |
| Belgium | 7.       |

## Műkorcsolya
| Versenyző                         | Versenyszám  | Kötelező elemek   | Kötelező elemek | Kűr               | Kűr   | Összesítés                     | Összesítés                     | Összesítés                     | Összesítés                     | Összesítés                     | Összesítés                     | Összesítés                     | Összesítés        | Összesítés  | Összesítés | Összesítés |
| Versenyző                         | Versenyszám  | Kötelező elemek   | Kötelező elemek | Kűr               | Kűr   | Helyezési pontszámok bírónként | Helyezési pontszámok bírónként | Helyezési pontszámok bírónként | Helyezési pontszámok bírónként | Helyezési pontszámok bírónként | Helyezési pontszámok bírónként | Helyezési pontszámok bírónként | Több. hely. száma | Hely. össz. | Pont       | Helyezés   |
| Versenyző                         | Versenyszám  | Több. hely. száma | Hely.           | Több. hely. száma | Hely. | 1                              | 2                              | 3                              | 4                              | 5                              | 6                              | 7                              | Több. hely. száma | Hely. össz. | Pont       | Helyezés   |
| --------------------------------- | ------------ | ----------------- | --------------- | ----------------- | ----- | ------------------------------ | ------------------------------ | ------------------------------ | ------------------------------ | ------------------------------ | ------------------------------ | ------------------------------ | ----------------- | ----------- | ---------- | ---------- |
| Freddy Mésot                      | Férfi egyéni | 4×8+              | 8.              | 6×8+              | 7.    | 9,0                            | 9,0                            | 6,0                            | 8,0                            | 9,0                            | 8,0                            | 5,0                            | 4×8+              | 54,0        | 1863,25    | 9.         |
| Georgette Herbos Georges Wagemans | Páros        |                   |                 |                   |       | 3,0                            | 4,0                            | 6,0                            | 7,0                            | 7,0                            | 4,0                            | 6,0                            | 5×6+              | 37,0        | 61,75      | 5.         |